# PBX Funicular Intaglio Zone
PBX Funicular Intaglio Zone är ett musikalbum släppt 2012 av John Frusciante.

## Låtlista
1. Intro/Sabam 2:41
2. Hear Say 3:47
3. Bike 4:25
4. Ratiug 6.26
5. Guitar 2.18
6. Mistakes 3.50
7. Uprane 4.56
8. Sam 4:21
9. Sum 4:19